# Roncocreagris cambridgei
Espèce
Synonymes
- Roncus cambridgii L. Koch, 1873

Roncocreagris cambridgei est une espèce de pseudoscorpions de la famille des Neobisiidae.

## Distribution
Cette espèce se rencontre au Royaume-Uni, en Irlande, en France, en Italie, en Espagne, au Portugal et en Algérie.

## Systématique et taxinomie
Cette espèce a été décrite sous le protonyme Roncus cambridgii par L. Koch en 1873. Elle est placée dans le genre Microcreagris par Chamberlin en 1930 puis dans le genre Roncocreagris par Mahnert en 1976.

## Étymologie
Cette espèce est nommée en l'honneur d'Octavius Pickard-Cambridge.

## Publication originale
- L. Koch, 1873 : Uebersichtliche Dartstellung der Europäischen Chernetiden (Pseudoscorpione). Bauer und Raspe, Nürnberg, p. 1-68 (texte intégral).